# رودريغو ناسيمينتو
رودريغو ناسيمينتو (بالبرتغالية: Rodrigo Nascimento؛ مواليد 26 نوفمبر 1992) هو مُقاتل فنون قتالية مختلطة برازيلي.

## وصلات خارجية
- رودريغو ناسيمينتو على موقع يو إف سي (الإنجليزية)
- رودريغو ناسيمينتو على موقع شيردوغ (الإنجليزية)
- رودريغو ناسيمينتو على موقع Tapology.com (الإنجليزية)